# 米兒扎·納扎姆·沙
米兒扎·納扎姆·沙·巴哈杜爾（Mirza Nazim Shah Bahadur；1820年—1902年8月30日），莫臥兒帝國皇帝阿克巴·沙二世的王子。
1857年印度兵變後，他和末代皇帝巴哈杜爾沙二世被英國人從德里押至緬甸仰光監禁，後死於此地。